# Fernand Rogister
Fernand Jean Rogister (Luik, 8 december 1872 – (?), 6 mei 1954) was een Belgisch componist en militaire kapelmeester.

## Levensloop
Hij was zoon van monteur Jean Hubert Rogister en Marie Louise Lhoneur. Deze componist maakt deel uit een familie van muzikanten in Luik. Jean Rogister speelde altviool, Chretien Rogister (caludi) viool en Hubert Rogister cello. De vier broers leerden aan het conservatorium van Luik.
Hij was van 1897 tot 1910 kapelmeester bij de Militaire kapel van het 11e Linie Regiment. Tussendoor was hij bij oprichting van de kapel van het 10e Linie Regiment in 1899 in Aarlen en schreef vanzelfsprekend ook de regimentsmars. Van 1910 tot 1915 was hij dirigent van de Militaire muziekkapel van het 9e Linie Regiment. In 1937 is hij met pensioen gegaan.

## Composities

### Werken voor orkest
- 1946 Concertino, voor fagot en orkest
- 1946 Concertino, voor altsaxofoon en orkest

### Werken voor harmonieorkest
- Alcée, ouverture voor harmonieorkest
- Archillus, ouverture voor harmonieorkest
- Badeloch, ouverture voor harmonieorkest
- Circé, ouverture voor harmonieorkest
- Enlaçante
- Honneur et Patrie, mars
- La comtesse Maritza
- Leven uit de geloof, voor harmonieorkest
- Marche du "Dixième Régiment de Ligne"
- Marche du "9me Régiment de Ligne Belge"
- Marche du "11me Régiment de Ligne Belge"
- Pax - Hymne à la Joie, suite voor harmonieorkest
- Petit chagrin
- Poete et Paysan
- Prélude romantique
- Première halte, mars
- Sélecte
- Thisbé ou la desse Voilée, ouverture voor harmonie- of fanfareorkest
- Un Festin chez Lustucru, suite voor harmonieorkest
- Vlammende Heide

### Kamermuziek
- Berceuse
- Heure triste, reverie voor cello (of viool) en piano
- Meditation
- Melodie
- Minuetto, voor cello (of viool) en piano
- Papillons, pièce characteristique voor vier violen
- Petit pièce, voor klarinet
- Pièce Concertante, voor trombone (of bariton) en piano